# Franco Davín
Franco Davín (ur. 11 stycznia 1970 w Pehuajó) – argentyński tenisista i trener tenisa, reprezentant w Pucharze Davisa.

## Kariera tenisowa
Startując w gronie juniorów wygrał French Open 1986 w grze podwójnej chłopców wspólnie z Guillermo Pérezem Roldánem. Podczas zawodów singlowych chłopców na US Open 1986 osiągnął finał, w którym przegrał z Javierem Sánchezem.
Zawodowym tenisistą był w latach 1986–1997.
W grze pojedynczej Davín odniósł 3 triumfy w zawodach rangi ATP World Tour oraz uczestniczył w 6 finałach.
Davín w roku 1985 reprezentował Argentynę w Pucharze Davisa, ponosząc 2 porażki w rywalizacji przeciwko Chile.
W rankingu gry pojedynczej najwyżej był na 30. miejscu (8 października 1990), a w klasyfikacji gry podwójnej na 255. pozycji (9 września 1991).

### Finały w turniejach ATP World Tour
| Legenda                                      |
| -------------------------------------------- |
| Wielki Szlem                                 |
| Igrzyska olimpijskie                         |
| Tennis Masters Cup / ATP Finals              |
| ATP Masters Series / ATP Tour Masters 1000   |
| ATP International Series Gold / ATP Tour 500 |
| ATP International Series / ATP Tour 250      |

#### Gra pojedyncza (3–6)
| Końcowy wynik | Nr | Data                | Turniej       | Nawierzchnia | Przeciwnik       | Wynik finału  |
| ------------- | -- | ------------------- | ------------- | ------------ | ---------------- | ------------- |
| Finalista     | 1. | 16 listopada 1986   | Buenos Aires  | Ceglana      | Jay Berger       | 3:6, 3:6      |
| Finalista     | 2. | 18 czerwca 1989     | Bolonia       | Ceglana      | Javier Sánchez   | 1:6, 0:6      |
| Zwycięzca     | 1. | 20 sierpnia 1989    | Saint-Vincent | Ceglana      | Juan Aguilera    | 6:2, 6:2      |
| Finalista     | 3. | 9 kwietnia 1990     | Estoril       | Ceglana      | Emilio Sánchez   | 3:6, 1:6      |
| Zwycięzca     | 2. | 30 września 1990    | Palermo       | Ceglana      | Juan Aguilera    | 6:1, 6:1      |
| Finalista     | 4. | 7 października 1990 | Ateny         | Ceglana      | Mark Koevermans  | 7:5, 4:6, 1:6 |
| Finalista     | 5. | 16 sierpnia 1992    | Praga         | Ceglana      | Karel Nováček    | 1:6, 1:6      |
| Finalista     | 6. | 30 sierpnia 1992    | Umag          | Ceglana      | Thomas Muster    | 1:6, 6:4, 4:6 |
| Zwycięzca     | 3. | 18 września 1994    | Bukareszt     | Ceglana      | Goran Ivanišević | 6:2, 6:4      |

## Kariera trenerska
Franco Davín był trenerem Gastóna Gaudio, gdy ten został mistrzem French Open 2004. Od roku 2008 do lipca 2015 Davín był szkoleniowcem Juana Martína del Potro, który w tym czasie został zwycięzcą US Open 2009 i zdobył brązowy medal podczas igrzysk olimpijskich w Londynie (2012). We wrześniu 2015 Argentyńczyk został trenerem Grigora Dimitrowa, z którym zakończył współpracę w czerwcu 2016. Wraz z początkiem sezonu 2017 Davín został zatrudniony przez Fabia Fogniniego.